# Porumbel-fazan
Porumbelul-fazan (Otidiphaps nobilis) este o specie de porumbel terestru mare. Este singura specie din genul monotipic Otidiphaps. Porumbelul-fazan se găsește în pădurile tropicale primare din Noua Guinee și insulele din apropiere. Se întinde în principal în zonele deluroase și montane inferioare, dar poate fi găsit și în zonele joase.

## Taxonomie și sistematică
Numele genului face referire la asemănările sale cu familia de dropii (Otidae). Numele său comun reflectă adaptarea sa la viața din pădure, în maniera unui fazan din Asia de Sud-Est.

### Subspecii
În mod obișnuit, sunt recunoscute patru subspecii care diferă în primul rând prin prezența sau absența unei creaste mici și prin culoarea ceafei:
- Porumbel-fazan cu ceafă albă (O. n. aruensis) – Rothschild, 1928: Găsit pe Insulele Aru; Vulnerabil.[2]
- Porumbel-fazan cu ceafă verde (O. n. nobilis) – Gould, 1870: Găsit în vestul Noii Guinee, insulele Batanta și Waigeo; Specie neamenințată cu dispariția.[3]
- Porumbel-fazan cu ceafă gri (O. n. cervicalis) – Ramsay, EP, 1880:  Găsit în estul și sud-estul Noii Guinee; Specie neamenințată cu dispariția.[4]
- Porumbel-fazan cu ceafă neagră (O. n. insularis) – Salvin & Godman, 1883: Găsit pe insula Fergusson; În pericol critic de dispariție.[5]

Unii autori recunosc totuși cele patru subspecii ca fiind patru specii diferite, o schemă de clasificare urmată de IUCN.

## Galerie

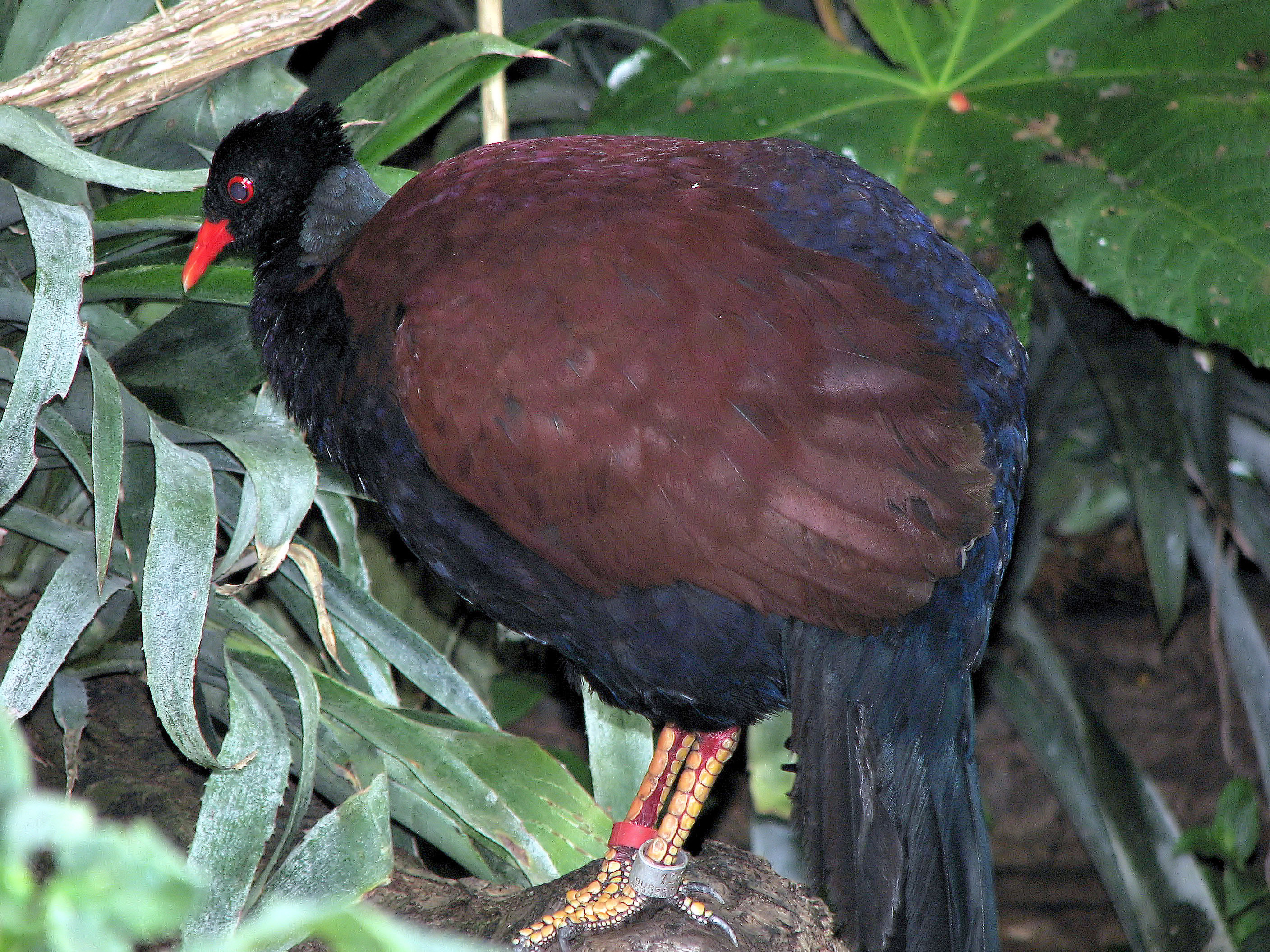
O. n. nobilis
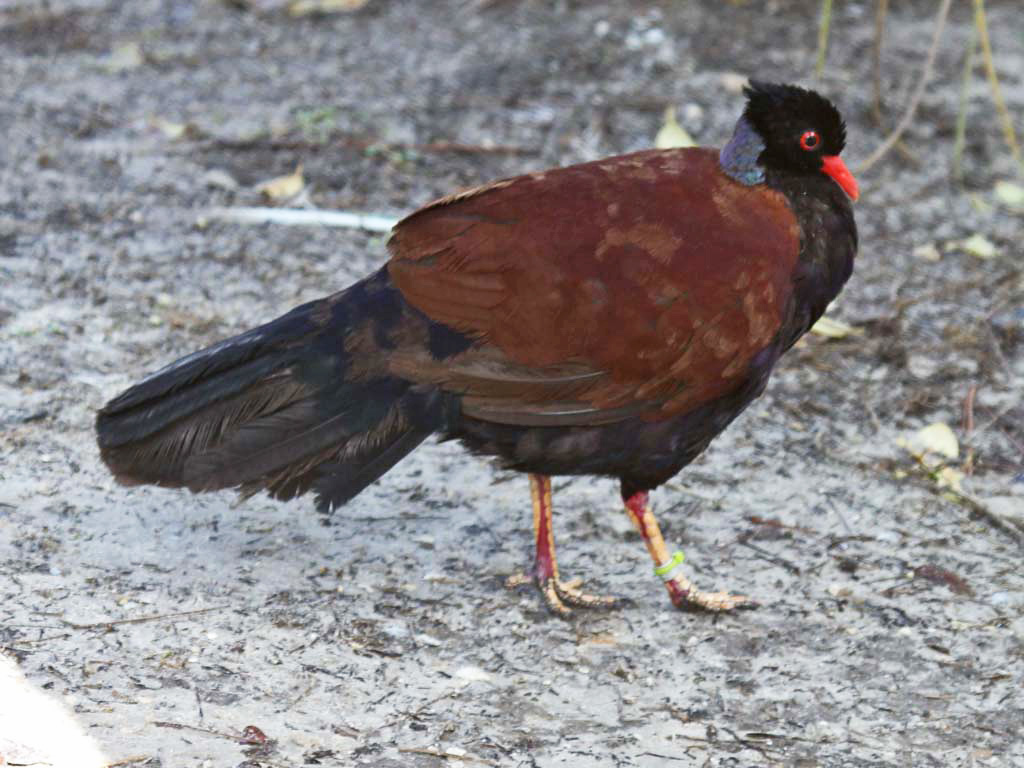
O. n. nobilis la zoo
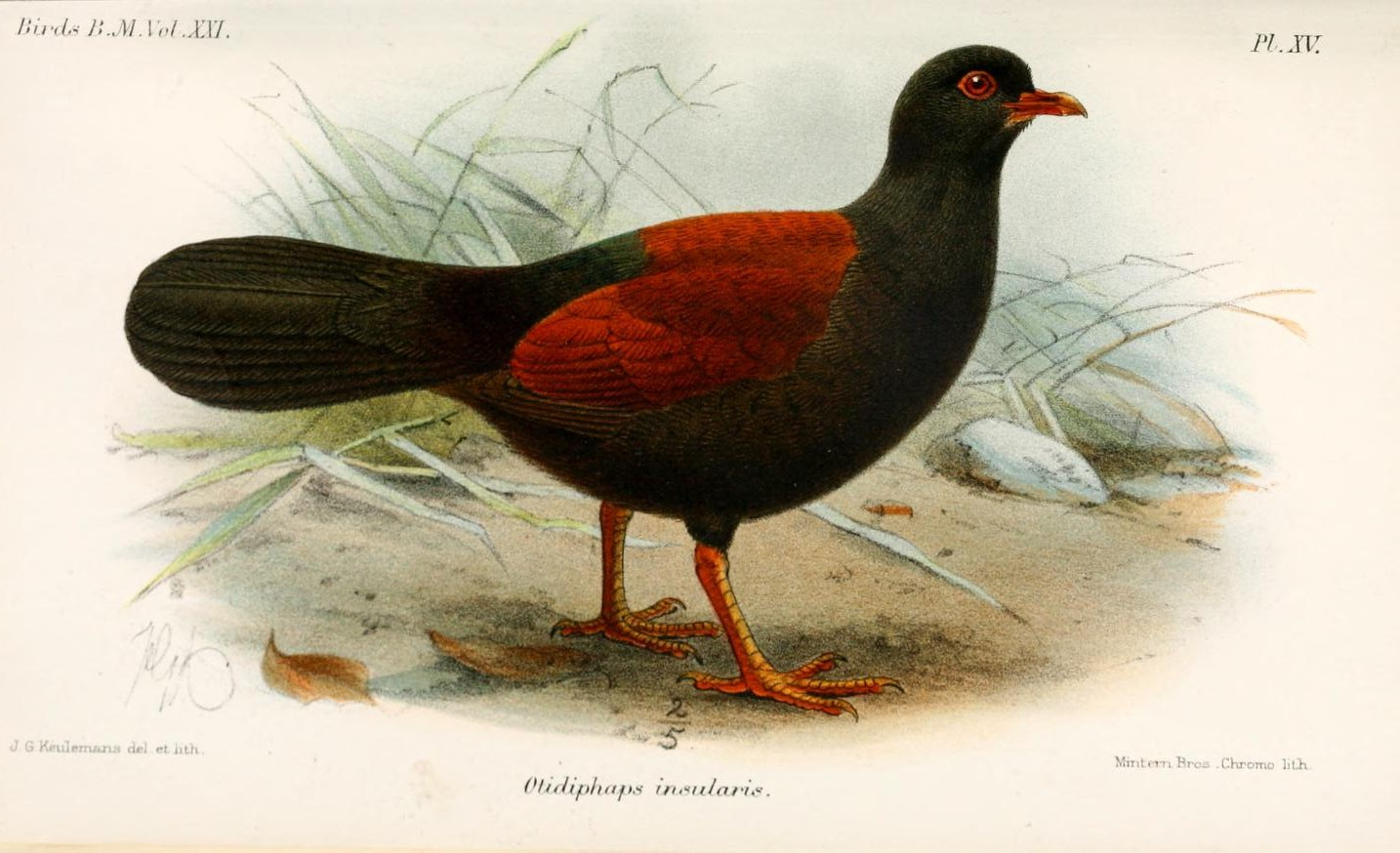
O. n. insularis
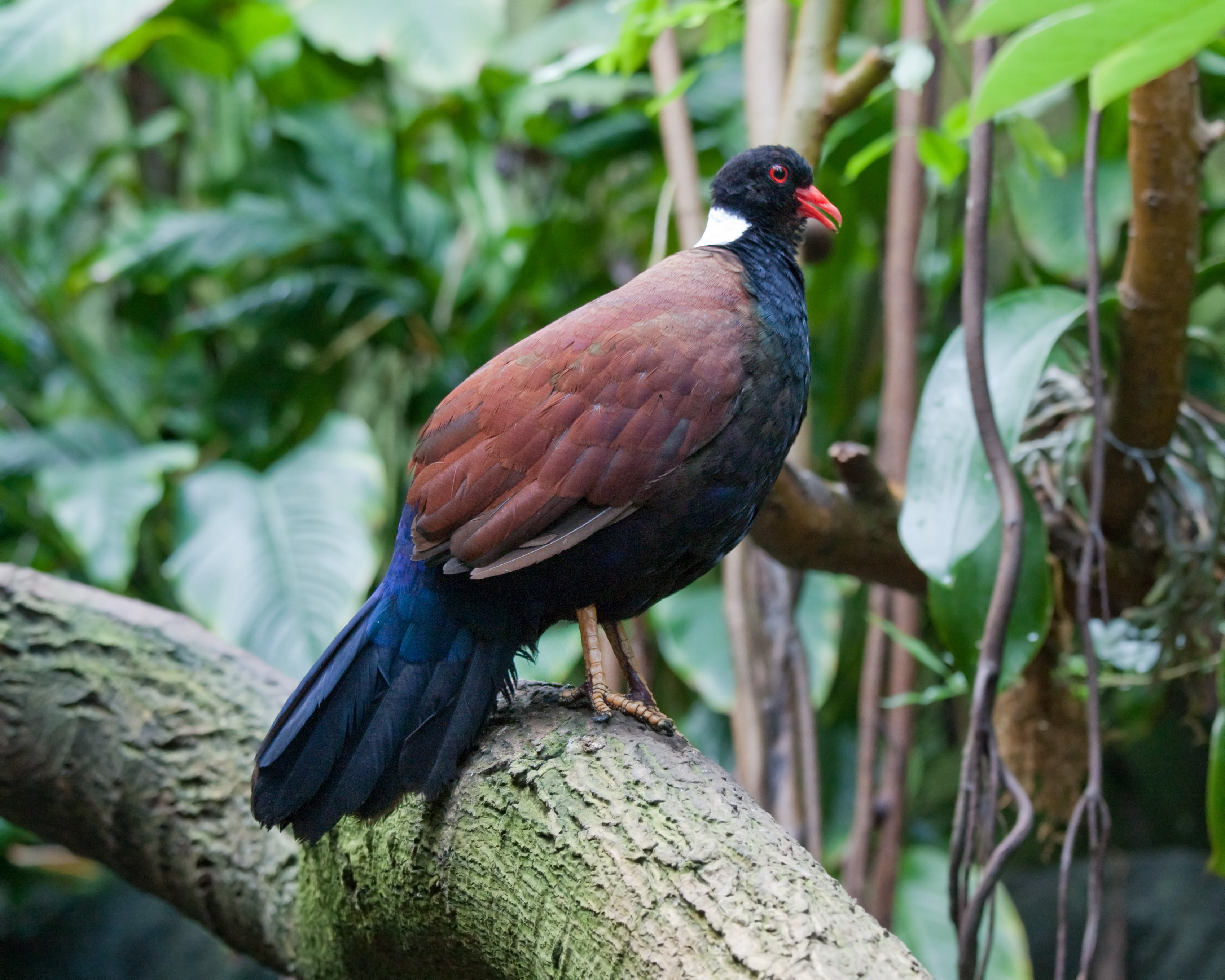
Captive O. n. aruensis (vulnerabil)